# Hexatoma pyrrhomesa
Hexatoma pyrrhomesa är en tvåvingeart som först beskrevs av Edwards 1919.  Hexatoma pyrrhomesa ingår i släktet Hexatoma och familjen småharkrankar. Inga underarter finns listade i Catalogue of Life.